# Поссельт, Мориц Фёдорович
Мориц Фёдорович По́ссельт (Мориц Конрад Фридрих Фердинанд Поссель, нем. Moritz Conrad Friedrich Ferdinand Posselt; 14 апреля 1804, Ольденбург, герцогство Гольштинское — 25 февраля 1875, Висбаден) — российский историк и преподаватель германского происхождения.

## Биография
Родился в семье голштинского священника с дворянскими корнями. Начальное образование получил дома, в 1821 году поступил в Гейдельбергский университет, где изучал историю и филологию; впоследствии учился в Кильском, Галльском и Берлинском университетах, в 1823 году получил степень кандидата богословия. В 1829—1832 годах служил домашним учителем у детей барона П. А. фон-Николаи в Копенгагене, в 1832 году получил степень доктора философии от Кильского университета, после чего уехал в Россию. С февраля 1834 года, защитив квалификационную диссертацию, получил назначение на кафедру философии Дерптского университета в звании приват-доцента; с 1835 года также был секретарём Дерптского цензурного комитета, а с 1839 года стал главой кафедры философии, читая лекции по ней на богословском и философском факультетах. В 1845 году переехал в Москву, получив тогда же российское подданство, поступив на государственную службу и начав работать в архивах, изучая историю эпохи Петра I. В 1845—1847 годах преподавал в младших классах Московского Александровского училища, затем в 1847—1848 годах был старшим учителем и главным смотрителем по учебной части в Практической коммерческой академии Москвы. В этом заведении преподавал историю, географию и немецкий язык.
В 1850 году переехал в Санкт-Петербург, получив в сентябре 1850 года место старшего учителя в Мариинском университете: занимал его до мая 1852 года, преподавал немецкий язык и литературу, а с 6 апреля 1851 года параллельно стал младшим библиотекарем в Императорской публичной библиотеке, 22 августа 1853 года будучи повышен до старшего библиотекаря и до 1856 года заведовал её историческим отделением, занимаясь также описанием книг на французском и немецком языках в отделениях изящной словесности и юриспруденции; был одним из главных инициаторов дела Пихлера, сообщив о пропаже многих юридических книг. В 1856 году возглавил юридическое отделение, при этом продолжал заниматься изучением русской истории и написанием по ней научных работ; специализировался по-прежнему на петровской эпохе, перевёл записки генерала Патрика Гордона (в трёх томах, получил за это награду от императора и баварский орден св. Михаила), составил биографию фельдмаршала В. К. Миниха. В январе 1871 года был переведён на должность библиотекаря. 1 августа 1873 года вышел в отставку и уехал из России, получив после увольнения чин статского советника. В 1886 году российским правительством ему была назначена пожизненная пенсия в размере 600 рублей в год. Имел несколько государственных наград.
Главные работы (писал на немецком языке): «De nexu, avi sensui cum ratione quoad religionem speciant, intercedit» (Дерпт, 1833); «Handbuch der Geschichte der Philosophie» (ib., 1839); «Peter der Grosse und Leibnitz» (там же, 1843); «Tagebuch des Generals Patrick Gordon» (Москва, 1849—1852); «Der General und Admiral Franz Lefort. Sein Leben und seine Zeit» (Франкфурт-на-Майне, 1866). Последний труд богат новыми данными, почерпнутыми из иностранных архивов.